# آرتی آگاروال
آرتی آگاروال (انگلیسی: Aarthi Agarwal; ۵ مارس ۱۹۸۴ – ۶ ژوئن ۲۰۱۵) یک هنرپیشه اهل هند بود. وی بین سال‌های ۲۰۰۱ تا ۲۰۱۵ میلادی فعالیت می‌کرد.
وی بازیگر فیلم‌هایی همچون ایندرا، پسر جنگل، رامو شیطون، با چشمانی مثل فرفره، بابی و چاتراپاتی بوده‌است.